# Ashburnham-Pentateuch

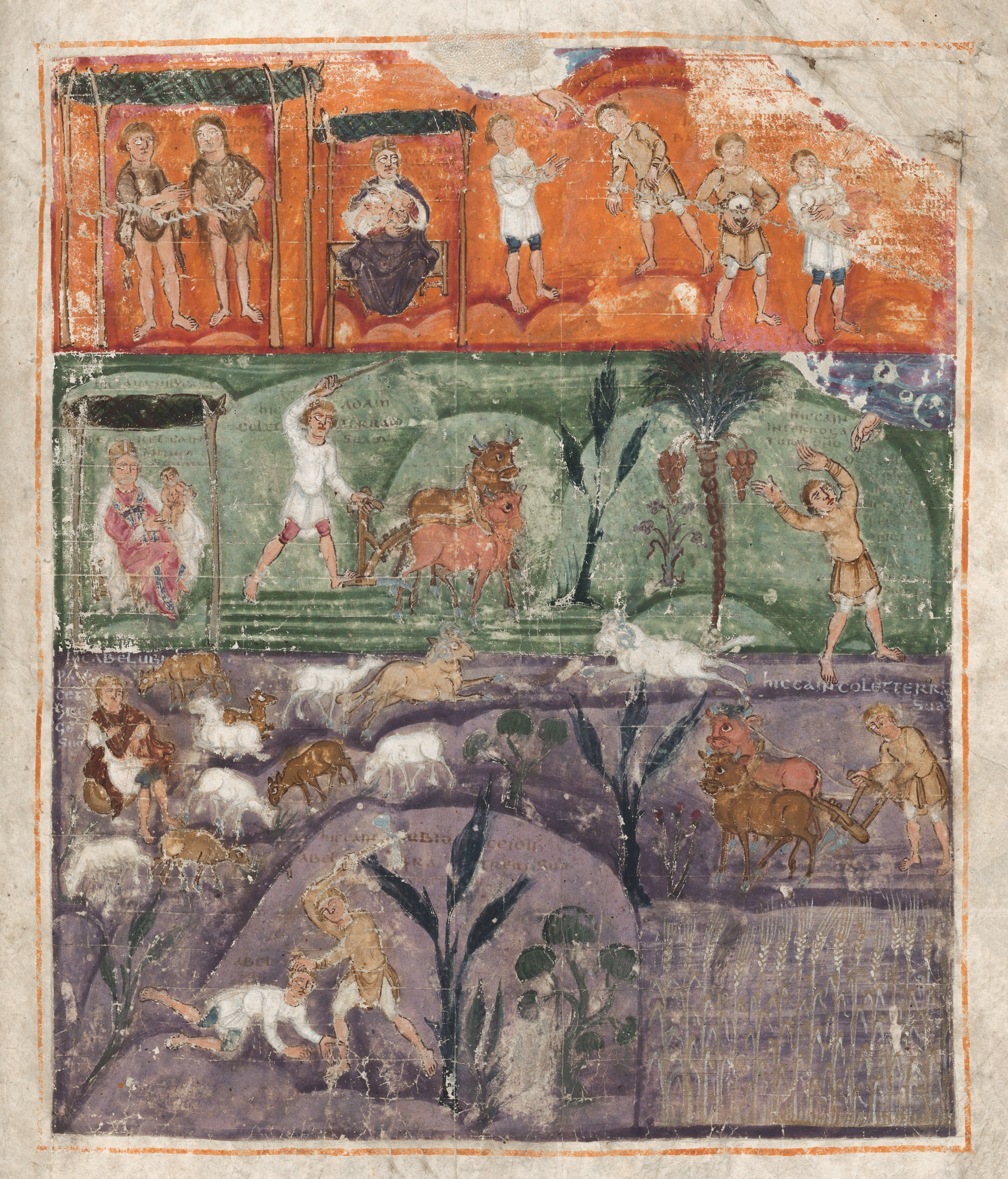
Ashburnham-Pentateuch, Folio 6 recto: Diese prächtige Miniatur stellt die Geschichte von Kain und Abel dar; an der Überschrift der Miniaturen sind Adam und Eva zu sehen, die mit einigen Tierhäuten bekleidet sind, und die nächste Szene stellt Eva dar, die einen ihrer Söhne stillt.

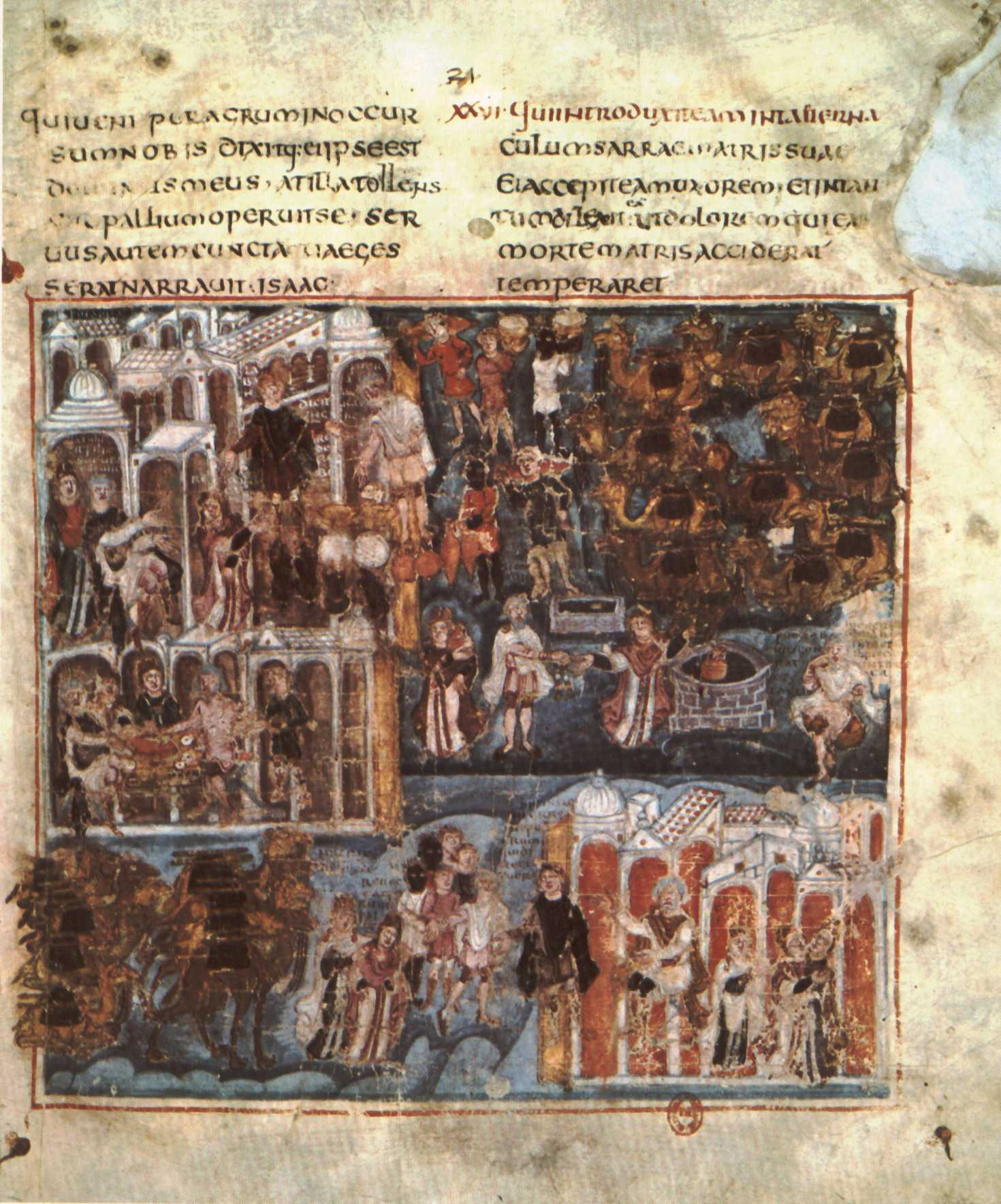
Ashburnham-Pentateuch, Folio 21 recto: Isaac und Rebecca

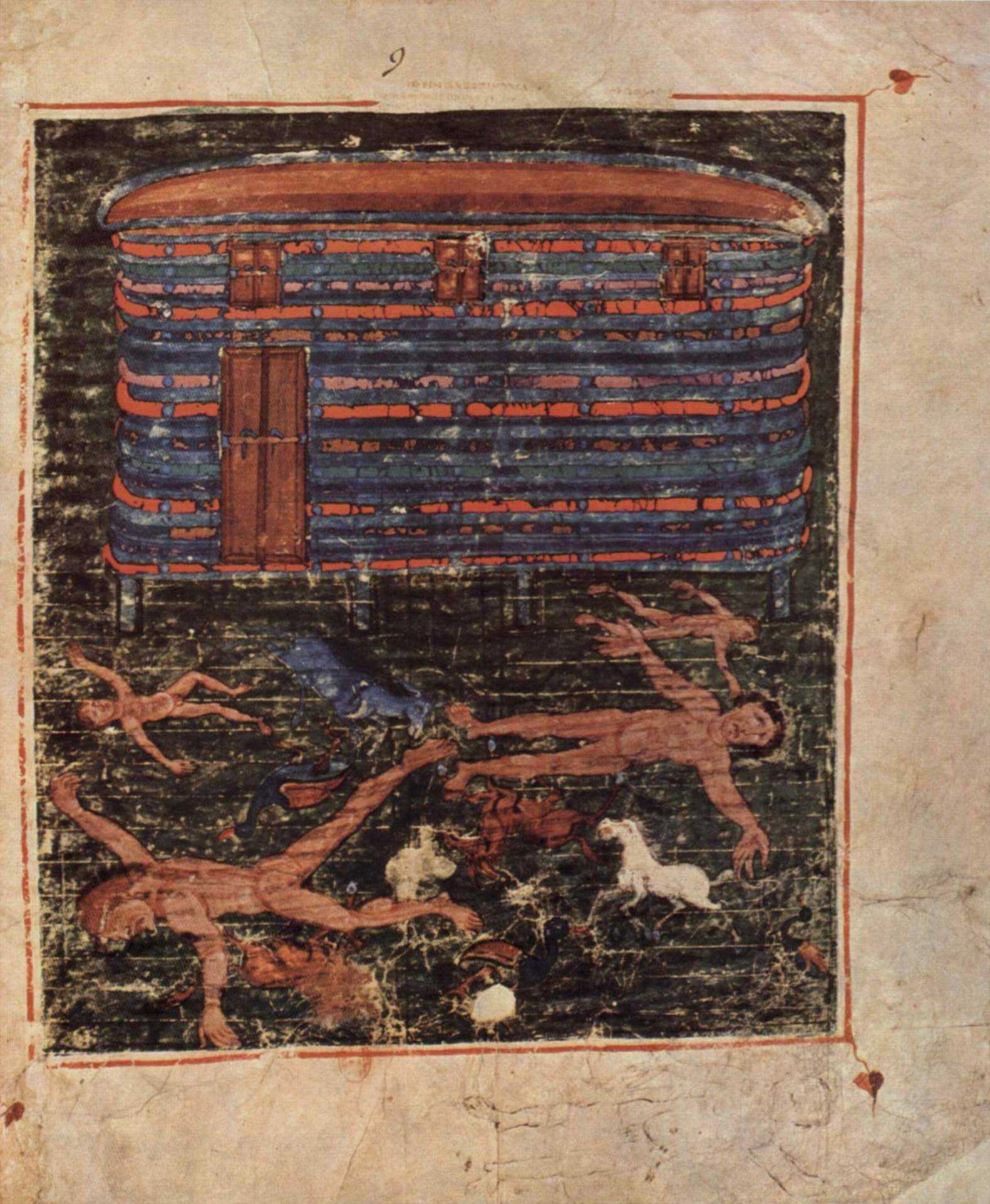
Ashburnham-Pentateuch, Folio 9 recto: Sintflut

Der Ashburnham-Pentateuch (Paris, Bibliothèque nationale de France, MS nouv. acq. lat. 2334) ist eine illuminierte Handschrift, die wahrscheinlich im 7. Jahrhundert gefertigt wurde. Sie gehört zu den ältesten erhaltenen illustrierten biblischen Kodizes. Sie enthält Illustrationen der Pentateuch genannten Bücher Mose aus dem Alten Testament.

## Entstehungsort
Der Ashburnham-Pentateuch und seine Bilder sind vermutlich in Nordafrika oder Spanien entstanden.  Auch Italien wurde als Entstehungsort vorgeschlagen.

## Geschichte der Handschrift
Die Handschrift befand sich in der Bibliothek der Kathedrale St. Gatien in Tours, daher wird sie auch als Bibel von Tours oder Pentateuch von Tours bezeichnet. 1842 wurde sie von dort durch den Kunstdieb Graf Guglielmo Libri gestohlen. Sie gelangte 1847 durch Verkauf in den Besitz des Manuskriptsammlers Bertram, 4. Earl von Ashburnham (1797–1878), und dann schließlich 1888 in die Bibliothèque Nationale in Paris.

## Inhalt der Handschrift
Die Handschrift illustrierte die lateinische Übersetzung des Textes der fünf Bücher Moses, des sogenannten Pentateuch. Jedoch sind das ganze Buch Deuteronomium und Teile der anderen Bücher heute verloren. Es sind insgesamt 142 Seiten mit 19 Illustrationen erhalten geblieben, 18 Bilder im Text und das ebenfalls ausgeschmückte Inhaltsverzeichnis. Wahrscheinlich hatte der Meister mehr als 65 Bilder erstellt. Der Text wurde mit sehr hoher Wahrscheinlichkeit von einem Schreiber und nicht vom Meister selbst geschrieben.

## Älteste erhaltene Bibelillustrationen
Die Bilder des Ashburnham-Pentateuch zählen zu den ältesten erhaltenen Bibelillustrationen. Besonders ihre Darstellung der Genesis, der jüdisch-christlichen Vorstellung der Schöpfungsgeschichte, wurde schon früh in der kunsthistorischen Forschung als Einblick in die Gedankenwelt des frühen Mittelalters gesehen. Sie zeigen bis heute, wie die Gedanken dieser Schöpfung und der Beginn der biblischen Überlieferung damals interpretiert wurden.

## Malstil
Der Ashburnham-Pentateuch erläutert den Text in bewegten Bildern, das dargestellte Umfeld, wie Architektur der Bauten oder Kleidung der Personen, ist angeblich an klein-asiatische Vorbilder, beispielsweise aus der Region um Palmyra angelehnt. Teilweise wird auf einer Seite ein Zyklus einer Geschichte in mehreren Teilbildern erzählt. Der Aufbau und Ablauf der Erzählung und die Gestik der Personen können als theatralisch gesehen werden.